# Journal of Molecular Structure
Journal of Molecular Structure (oficjalny skrót J. Mol. Struct.) – czasopismo naukowe wydawane przez Elsevier od 1968 roku, indeksowane przez ScienceDirect. Czasopismo publikuje dokładne struktury chemiczne związków organicznych w oparciu o badania spektroskopowe IR, NMR, X-RAY, MS i inne.
Impact factor czasopisma w poszczególnych latach
| Rok  | IF    |
| ---- | ----- |
| 2014 | 1,602 |
| 2012 | 1,404 |
| 2011 | 1,634 |
| 2010 | 1,599 |
| 2009 | 1,551 |
| 2008 | 1,594 |
| 1993 | 0,894 |